# Csűrös Zoltán
Csűrös Zoltán (Budapest, 1901. február 6. – Budapest, 1979. október 28.) Kossuth-díjas magyar vegyészmérnök, a Magyar Tudományos Akadémia rendes tagja. Az ipari szerves kémia, a makromolekuláris vegyészet jeles magyarországi alakja, a textil- és polimerkémiai kutatások, a heterogén katalízisek vizsgálatának megalapozója volt. A Budapesti Műszaki Egyetem textilkémiai (1938–1947), majd szerves kémiai technológiai tanszékeinek (1947–1971) alapítója, tanszékvezető egyetemi tanára volt. Csűrös Karola édesapja.

## Életútja
Kászoni családból származott. Apja pénzügyőr volt, ezért az ország számos részében dolgozott. Csűrös Zoltán így Budapesten született, Hátszegen járta az elemi iskolát, ahová anyja való volt, és Brassóban járt gimnáziumba.
1920-tól a budapesti József Műegyetem hallgatója volt, vegyészmérnöki oklevelét 1924-ben szerezte meg. Zemplén Géza az egyetem szerves kémiai tanszékén marasztalta, ahol 1925-től tanársegédként, 1928-tól 1938-ig adjunktusként oktatott. Műszaki doktori oklevelét 1929-ben szerezte meg. Egyetemi katedrája mellett 1930 és 1935 között a Budapesti Középiskolai Tanárképző Intézet kémiai előadó tanára is volt. 1936-ban anyaegyetemén magántanári képesítést szerzett a műanyag- és lakk-kémia témaköréből. 1938-ban szervezőmunkájának köszönhetően állt fel a műegyetemen a textilkémiai tanszék, amelynek nyilvános rendkívüli, 1940-től nyilvános rendes egyetemi tanári címmel első vezetője volt. Az oktatási és kutatási profilt bővítve 1947-ben szerves kémiai és technológiai tanszékké szervezte át, amelynek 1971-ig alapító tanszékvezetője volt. 1943–44-ben a gépész- és vegyészmérnöki kar dékánja, 1946–1949-ben, illetve 1958–1961-ben a műegyetem rektora volt.
Egyetemi oktatói pályafutásával párhuzamosan 1961-ben kinevezték az MTA–BME Szerves Kémiai Technológiai Kutatócsoportjának vezetőjévé, feladatát 1973. évi nyugdíjazásáig látta el. 1967-től a Pedagógusok Szakszervezetének elnöke volt.

## Munkássága
Az ipari szerves kémia, azon belül a textil- és polimerkémia úttörő jelentőségű, elméleti alapkutatásait a hazai iparfejlesztés szolgálatába állító tudósegyéniségei közé tartozott. Kutatásai pályája első szakaszában a szénhidrátok és aminosavak szerkezetvizsgálatára irányultak, melyek eredményeként felismerte és leírta a természetes és szintetikus makromolekulák, a gyapjú, a bőr, a cellulóz, a papír és a különböző műanyagok technológiai jelentőségét. Egyebek mellett nevéhez fűződik a cellulóz szerkezetének tisztázása, a glükozidok előállítására alkalmas titán-kloridos szintézis kidolgozása. Az 1940-es évektől érdeklődése a szerves szintetikus nagyipar szolgálatába állítható katalitikus eljárások vizsgálata felé fordult, nevéhez fűződik a szerves kémiai reakciók, heterogén katalízisek kutatásának magyarországi elindítása. Foglalkozott a foszgének, a szálas és rostos anyagok kémiájával és vegyipari technológiájával is. További kutatásaival, szabadalmaival jelentősen hozzájárult a vegyipari termelés különféle ágait – a gyógyszer-, növényvédőszer-, festék-, lakkipart – kiszolgáló köztitermék-gyártási technológiák fejlesztéséhez.
Könyvei és egyetemi jegyzetei mellett mintegy 250 tanulmánya jelent meg, nevéhez fűződik az első magyar nyelvű műanyag-kémiai összefoglalás megírása (1942). 1946 és 1964 között az Hungarica Acta Chimica (1951 után Acta Chimica) alapító főszerkesztője, illetve a Budapesti Műszaki Egyetem lapja, a Periodica Polytechnica főszerkesztője volt. Tudomány-népszerűsítő indíttatásait jelzi, hogy Cavallier Józseffel együtt 1932 és 1936 között szerkesztette a Búvár című lapot, 1946-tól az akkor induló Élet és Tudomány szerkesztőbizottsági elnöke volt, emellett részt vett az Új magyar lexikon (1969–1976) szócikkeinek írásában és szerkesztésében.

### Társasági tagságai és elismerései
1946-ban a Magyar Tudományos Akadémia levelező, majd még ugyanazon évben rendes tagjává választották. Több szakmai egyesület, társaság tagja, 1945 és 1949 között a Magyar Kémikusok Egyesületének elnöke volt.
A heterogén katalízisekre vonatkozó tudományos eredményeiért 1953-ban a Kossuth-díj ezüst fokozatát vehette át. Tudományos munkásságát 1963-ban Bugát Pál-emlékéremmel, 1976-ban a Budapesti Műszaki Egyetem emlékérmével, 1978-ban a Veszprémi Vegyipari Egyetem arany emlékérmével ismerték el. 1975-ben a Budapesti Műszaki Egyetem díszdoktorává avatták. Az említetteken túl birtokosa volt a Munka Érdemrendnek (1956, 1958, 1961), a Munka Érdemrend arany fokozatának (1970), a Felszabadulási Jubileumi Emlékéremnek (1970), valamint a Magyar Népköztársaság Zászlórendje második fokozatának (1973).

### Főbb művei

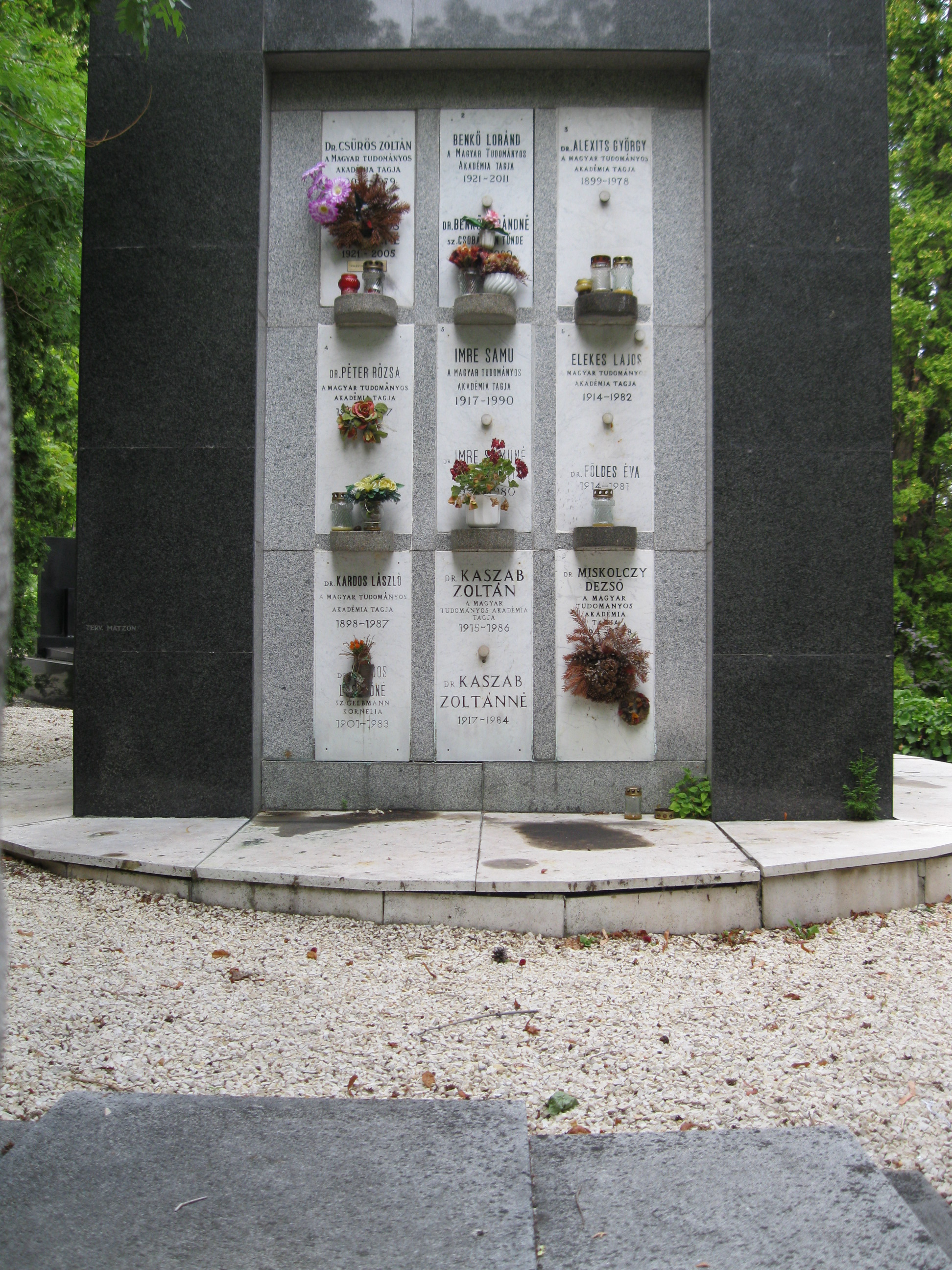
A Farkasréti temető Urnaháza. Itt található Csűrös Zoltán urnafülkéje is

- A nitrozilhalogenidek hatása aminosavakra. Budapest: Buzárovits ny. 1929.
- Az elemek felfedezése. Budapest: Magyar Természettudományi Társulat. 1941.   (Plank Jenővel)
- Újabb kikészítési módok a textiliparban. Budapest: K. n. 1942.
- Ruházkodásunk. Budapest: Egyetemi ny. 1942.
- Lakkok. Budapest: (kiadó nélkül). 1942.
- Műanyagok. Budapest: (kiadó nélkül). 1942.
- Textil kémia. Budapest: VKM. 1942.
- Fenoplasztok előállítása hazai barnaszénkátrány-krezolból. Budapest: K. n. 1943.   (Petri Istvánnal)
- Mercerezés. Budapest: Állami Műszaki Főiskola. 1950.
- Szerves kémia. Budapest: Tankönyvkiadó. 1951.
- Műanyagok. Budapest: Tankönyvkiadó. 1951.
- Szerves kémiai technológia. Budapest: Tankönyvkiadó. 1951.
- Katalitikus folyamatok vizsgálata. Budapest: Akadémiai. 1952.
- Műanyagok. Közrem. Balló Rudolf, Bruckner Zoltán, Géczy István. Budapest: 1956. 1956.
- A színezékek és a színezés fejlődése. Budapest: Felsőoktatási Jegyzetellátó. 1956.   (Dobozy Ottóval)
- Textilkémia. Budapest: Budapesti Műszaki Egyetem. 1959.   (Hajós Zoltánnal)
- Szerves kémiai alapfolyamatok. Budapest: Tankönyvkiadó. 1961.   (Gara Miklóssal)
- Kémia. Szerk. Csűrös Zoltán. Budapest: (kiadó nélkül). 1961.  = Műszaki Értelmező Szótár,  17–18.
- Szerves kolloidkémia. Budapest: Tankönyvkiadó. 1963.
- Gyógyszerkémiai alapfolyamatok. Budapest: Tankönyvkiadó. 1964.   (Fenichel Lászlóval)
- Textilkémia. Budapest: Tankönyvkiadó. 1964.   (Rusznák Istvánnal)
- Reológiai alapismeretek. Budapest: Mérnöki Továbbképző Intézet. 1964.   (Bozsay Józseffel)
- Szerves vegyipari alapfolyamatok. Budapest: Tankönyvkiadó. 1967.

## Emlékezete
Sírja Budapesten található, a Farkasréti temető Urnaházában az 1-es számú urnafülke.

## További irodalom
- Rusznyák István:  Csűrös Zoltán.  Magyar Kémikusok Lapja,  12. sz. (1979)
- Hardy Gyula:  Csűrös Zoltán.  Kémiai Közlemények,   (1980)
- Csűrös Zoltán.  Magyar Textiltechnika,  1. sz. (1980)
- Ferenc Szabadváry:  Professor dr. Zoltán Csűrös.  Periodica Polytechnica,  1–2. sz. (1980)
- Polinszky Károly:  Csűrös Zoltán.  Magyar Tudomány,  3. sz. (1980)